# Mihai Viteazu, Cluj
Mihai Viteazu là một xã thuộc hạt Cluj, România. Dân số thời điểm năm 2002 là 5741 người.